# Bodo Fürneisen
Bodo Fürneisen (ur. 30 czerwca 1950 w Berlinie) – niemiecki reżyser filmowy i scenarzysta.

## Filmografia

### Reżyser
- 1994 – Komisarz Rex
- 2008 – Pani Zamieć
- 2009 – Roszpunka
- 2010 – Księżniczka na ziarnku grochu
- 2011 – Jorinde i Joringel

### Scenarzysta
- 1965 – Der Staatsanwalt hat das Wort
- 1971 – Telefon 110